# Thorvald Eigenbrod
Jakob Thorvald Eigenbrod (Aalborg, Jutlàndia Septentrional, 2 de desembre de 1892 - Munkebjerg, Odense, 5 de maig de 1977) va ser un jugador d'hoquei sobre herba danès que va competir a començaments del segle xx.
El 1920 va prendre part en els Jocs Olímpics d'Anvers, on va guanyar la medalla de plata com a membre de l'equip danès en la competició d'hoquei sobre herba.